# ولادیمیر ویکولوف
ولادیمیر ویکولوف (انگلیسی: Vladimir Vikulov; ۲۰ ژوئیهٔ ۱۹۴۶ – ۹ اوت ۲۰۱۳) بازیکن هاکی روی یخ اهل اتحاد جماهیر شوروی سوسیالیستی بود.